# Addison (Virginia Occidentale)
Addison o Webster Springs è un comune degli Stati Uniti d'America, situato nello Stato della Virginia Occidentale, nella contea di Webster.